# Crack No-CD
Pour les articles homonymes, voir Crack.
Un crack No-CD ou crack No-DVD est une modification d'un jeu PC (ou d'un programme) nécessitant le DVD ou le CD-ROM d'installation ayant pour but de permettre le lancement ou le fonctionnement de celui-ci sans son support. Cette pratique, généralement illégale est utilisée pour l'utilisation de versions piratées d'originaux, mais il est de plus en plus courant que les propriétaires de copies légales s'en servent aussi.